# Rain from the Sun
Rain from the Sun – pierwszy album amerykańskiego rapera Anybody Killa, wydany w 2000 roku, dostępny tylko na CD.
Na płycie gościnnie udzielili się Dago, YUG, HaLfBrEED, Jeremy Methric (brat Monoxide'a) oraz były członek Krazy Klanu, Lavel.
Jest to jedyny album ABK'a nagrany pod pseudonimem "Native Funk". 
Podczas nagrywania płyty, zmarła siostra ABK'a, co wyraźniej odbiło się na brzmieniu krążka.
W 2006 album został wydany ponownie z dodatkową płytą, "Rattlesnake EP", na której znalazło się siedem zupełnie nowych tracków.

Na reedycji nie umieszczono utworów "True Tales", "Gratiot Confusion" oraz "Slangtown".

## Lista utworów
| #  | Rain from the Sun (wersja oryginalna) | Czas |
| -- | ------------------------------------- | ---- |
| 1  | "Intro"                               | 0:41 |
| 2  | "Solo"                                | 2:46 |
| 3  | "Is It Real?"                         | 2:17 |
| 4  | "Interview"                           | 1:43 |
| 5  | "Boom"                                | 3:38 |
| 6  | "Cloned Images"                       | 4:20 |
| 7  | "Takin' Over" (gośc. Dago and YUG)    | 3:50 |
| 8  | "True Tales"                          | 2:36 |
| 9  | "Guillotine" (gośc. HaLfBrEED)        | 4:55 |
| 10 | "State of Mind"                       | 4:16 |
| 11 | "Gratiot Confusion"                   | 1:08 |
| 12 | "Slangtown" (gośc. Dead Mike)         | 4:17 |
| 13 | "Rain From the Sun" (gośc. Lavel)     | 3:55 |
| 14 | "Outro"                               | 0:40 |

| #  | Rain From The Sun (reedycja) | Czas |
| -- | ---------------------------- | ---- |
| 1  | "Intro 1" (New)              | 0:32 |
| 2  | "Intro 2" (Old)              | 0:43 |
| 3  | "Solo"                       | 2:46 |
| 4  | "Is It Real"                 | 2:48 |
| 5  | "Interviews"                 | 1:37 |
| 6  | "Cloned Images"              | 3:52 |
| 7  | "Taken Over"                 | 3:16 |
| 8  | "Guillotine"                 | 3:47 |
| 9  | "State of Mind"              | 4:16 |
| 10 | "Rain From The Sun"          | 4:03 |

| # | Rattlesnake EP                          | Czas |
| - | --------------------------------------- | ---- |
| 1 | "Intro"                                 | 0:21 |
| 2 | "Caught Up" (gośc. Venomous)            | 2:29 |
| 3 | "This One's on Me"                      | 2:14 |
| 4 | "Rattlesnake" (gośc. Strict & Venomous) | 3:00 |
| 5 | "Guillotine Pt.2" (gośc. Strict)        | 3:16 |
| 6 | "Keep Rollin'"                          | 2:56 |
| 7 | "Get It Together Pt.2" (gośc. Strict)   | 7:59 |